# Ріна Саваяма
Ріна Саваяма (яп. リナ・サワヤマ, англ. Rina Sawayama; нар. 16 серпня 1990, Ніїґа́та) — британська співачка, авторка пісень, модель та акторка японського походження.
У 2017 році самостійно випустила дебютний EP «Rina». Після підписання контракту з Dirty Hit у 2020 році випустила дебютний студійний альбом «Sawayama», який отримав широке визнання критики.

## Біографія
Народилася 16 серпня 1990 року в Ніїґа́ті, Японія. Прожила там до п'яти років, після того її сім'я вирішила переїхати до Лондона, де вона виросла і мешкає зараз. Має безстрокову візу на перебування (ILR) у Великій Британії.
Вивчаючи політику, психологію та соціологію в Коледжі Магдалини, Кембридж, Саваяма захоплювалася музикою та моделінгом. Під час навчання в університеті виступала в хіп-хоп гурті Lazy Lion з Тео Еллісом, який зараз є учасником інді-рок-гурту Wolf Alice. Закінчила університет за спеціальністю політологія. У травні 2020 року Саваяма повідомила, що проходить онлайн-курс в Оксфордському університеті.

## Кар'єра
Ріна Саваяма розпочала сольну кар'єру в лютому 2013 року з синглом «Sleeping in Waking», спродюсованим Justin «Hoost» Tailor. 7-дюймовий вініл синглу з новою піснею під назвою «Who?» як B-side вийшов у квітні 2013 року на британському лейблі Make Mine.
Пізніше того ж року вона випустила сингл «Terror» на Хелловін під сценічним псевдонімом «Riina». Пізніше артистка розповіла в інтерв'ю Billboard 2021 року, що причина, чому вона використовувала лише своє ім'я, полягає в тому, що її прізвище було «незручним».
У червні 2015 року вона випустила кліп, знятий Арвідою Бістрьом на трек «Tunnel Vision». У 2016 році вийшов сингл «Where U Are» з супровідним музичним відео, співрежисеркою якого стала Алессандра Курр.
У березні 2017 року на The Fader відбулася презентація її синглу «Cyber Stockholm Syndrome». Саваяма описувала джерело тем треку так: «Цифровий світ може запропонувати життєво важливі мережі підтримки, голоси солідарності, притулку, втечі. Ось про що йдеться у „Cyber Stockholm Syndrome“: песимізм, оптимізм, тривога та свобода».
У 2017 році були випущені сингли «Alterlife» і «Tunnel Vision», дует з виконавцем Shamir, а потім її дебютний EP Rina. The Guardian визнала EP «зміцнюючим і сучасним», заявивши, що Саваяма довела, що «вона також може зайти в майбутнє». Pitchfork вніс його у список найкращих поп- та R&B альбомів року.
У 2018 році Саваяма випустила сингл «Valentine» на День святого Валентина. Музичне відео на трек альбому «Ordinary Superstar» вийшло в червні 2018 року. У серпні 2018 року Саваяма випустила трек «Cherry», в якому вона досліджує свою сексуальну ідентичність.
Наприкінці 2018 року Саваяма розпочала тур Superstar Великою Британією, США та Канаді. У 2019 році вона брала участь в турі Charli XCX по Великій Британії.
У 2020 році, підписавши контракт із Dirty Hit records, Саваяма випустила сингли «STFU!» і «Comme des Garçons (Like the Boys)», обидва з її майбутнього дебютного альбому. Третій сингл «XS», натхненний роком і R&B 2000-х, випущений 2 березня. Наступного місяця Саваяма випустила ще один сингл з альбому під назвою «Chosen Family».
Дебютний альбом артистики вийшов 7 квітня 2020 року і отримав широке визнання критики.
29 червня 2020 року вона випустила кавер на номіновану на Греммі пісню Леді Гаги «Dance in the Dark» (2009) у рамках серії Spotify Singles.
Наприкінці липня 2020 року Саваяма оприлюднила твіт про те, що вона не може бути номінована на головні британські музичні нагороди, такі як Mercury Prize та BRIT Awards, через те, що вона не має британського громадянства. Хештег «#SawayamaIsBritish» незабаром став популярним у британському Twitter. Цей рух отримав значну підтримку від Елтона Джона в Інтернеті, який написав, що він "щасливий почути, що [BPI] переглядає правила, які призвели до того, що заслужений альбом Ріни Саваями виключений з цьогорічного списку [Mercury Prize]. Пізніше Британська фонографічна індустрія (BPI) змінила правила, щоб дозволити кожному, хто залишилися у Великій Британії, включаючи її, мати право отримати нагороду.
У квітні 2021 року Саваяма випустила оновлену версію своєї пісні «Chosen Family» у дуеті з Елтоном Джоном. Наступного місяця Саваяма отримала роль у четвертій частині серії фільмів про Джона Віка.
У серпні 2021 року Саваяма включена до списку Newsweek Japan «100 японців, яких поважає світ».
У вересні 2021 року кавер артистики на пісню Metallica «Enter Sandman» увійшов до благодійного триб'ют-альбому The Metallica Blacklist.
Восени 2021 вона почала працювати над другим студійним альбомом.
У листопаді 2021 року вирушила на перший етап свого туру Dynasty Tour на підтримку дебютного альбому.
27 січня 2022 року вийшов сингл «Beg For You» Charli XCX за участю Ріни Саваями.

### Модельна кар'єра
Саваяма мала контракт з Anti-Agency и Elite Model Management. У 2017 році її вибрали для осінньо-зимової кампанії Versus x Versace. Вона знялася в кампаніях для Missguided Джордана Данна, а також написала та виконала оригінальний трек під назвою «Play on Me» для MAC x Nicopanda Ніколи Формічетті.
У вересні 2021 року вона вийшла на подіум Balmain на честь десятирічної річниці Олів'є Рустена на посаді голови французького модного дому.

## Особисте життя
У серпні 2018 року Саваяма під час інтерв'ю Broadly сказала: «Я завжди писала пісні про дівчат. Я не думаю, що коли-небудь згадувала хлопця у своїх піснях, і тому я хотіла поговорити про це». Вона ідентифікувала себе як бісексуалку.

## Дискографія

### Студійні альбоми
- Sawayama (2020)

### EP
- Rina (2017)
- Sawayama Remixed (2020)